# A Little Chaos
A Little Chaos (in Nederland en België uitgebracht onder de titel The King's Gardens) is een Britse kostuumfilm uit 2014 onder regie van Alan Rickman. De film ging in première op 13 september op het Filmfestival van Toronto.

## Verhaal
Een aantal landschapsarchitecten strijden tegen elkaar voor de bouw van een fontein te Versailles in opdracht van koning Lodewijk XIV.

## Rolverdeling
| Acteur               | Personage                 |
| -------------------- | ------------------------- |
| Kate Winslet         | Sabine De Barra           |
| Matthias Schoenaerts | André le Nôtre            |
| Alan Rickman         | Koning Louis XIV          |
| Stanley Tucci        | Hertog Philippe d’Orleans |
| Helen McCrory        | Madame Françoise Le Nôtre |
| Jennifer Ehle        | Madame de Montespan       |
| Rupert Penry-Jones   | Antoine Nompar de Caumont |
| Paula Paul           | Prinses Palatine          |
| Adam James           | Monsieur de Barra         |
| Steven Waddington    | Duras                     |
| Pauline Moran        | Ariane                    |
| Cathy Belton         | Louise                    |

## Productie
Het filmen begon maart 2013 en duurde acht weken. Hoewel de film zich in Frankrijk lokaliseert, werd er enkel gefilmd in Engeland. Er werd gefilmd in Engelse tuinen, onder andere in Black Park, Cliveden House, Pinewood Studios, Blenheim Palace, Waddesdon Manor, Hampton Court Palace, Ham House, Ashridge en Chenies Manor House. De film ontving overwegend positieve kritieken.